# 梅倫貝格的格奧爾格·尼庫勞斯
梅倫貝格的格奧爾格·尼庫勞斯（德語：Georg Nikolaus von Merenberg，1871年2月13日—1948年5月31日），尼庫勞斯·威廉的獨子，盧森堡大公阿道夫的姪子，屬於拿騷王朝的威爾堡分支。

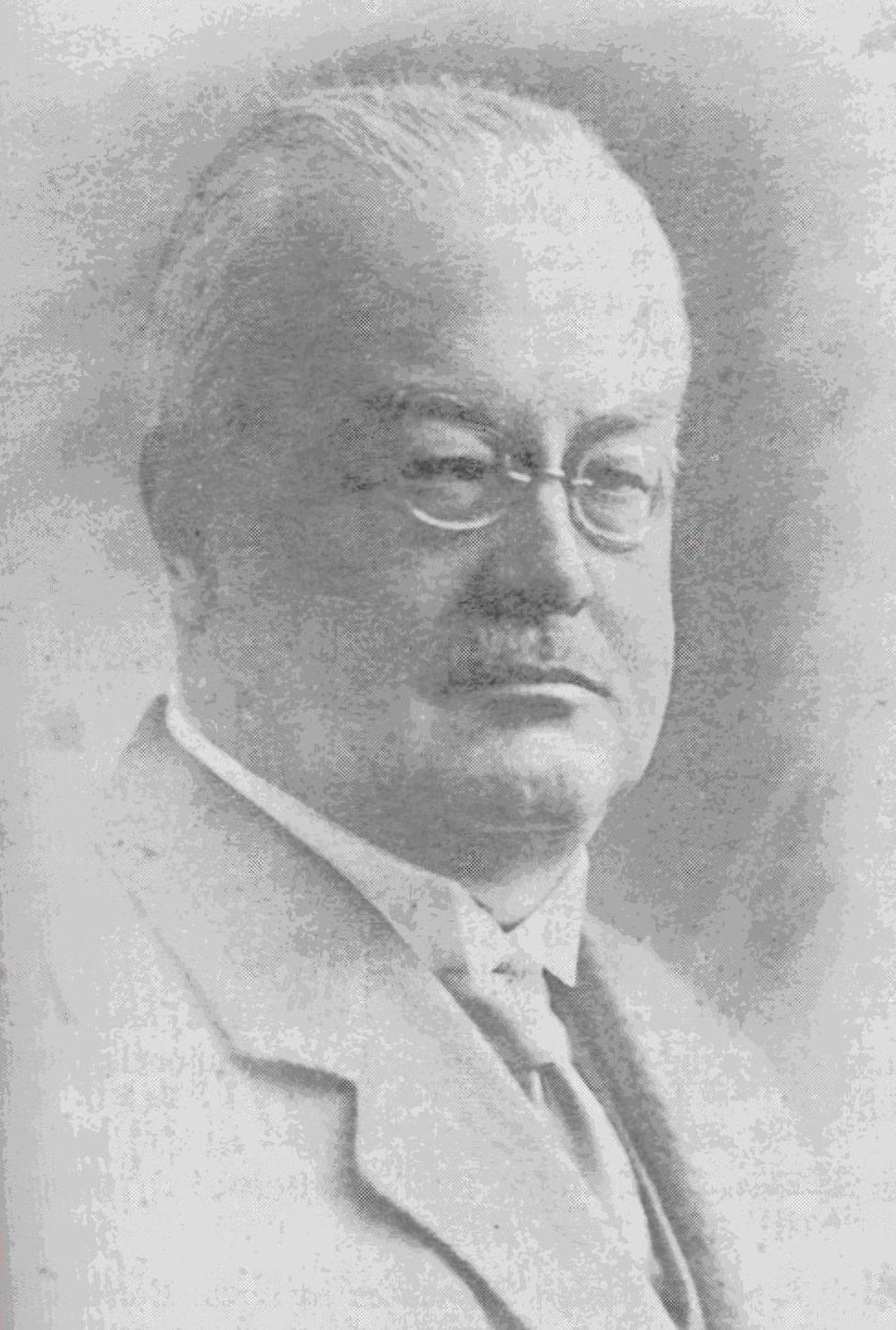

1905年，格奧爾格·尼庫勞斯的父親與伯父先後去世，他的堂哥威廉四世繼位為盧森堡大公。1907年威廉四世宣布格奧爾格·尼庫勞斯的父母為貴庶通婚，因此無權繼承大公之位。威廉四世去世後，長女瑪麗·阿黛拉伊德成為盧森堡第一位女大公。

## 家庭
1895年，格奧爾格·尼庫勞斯與俄羅斯沙皇亞歷山大二世的私生女奧爾加·尤里夫斯卡雅結婚，兩人共有2子1女：
1. 亞歷山大·阿道夫（1896年—1897年），夭折
2. 格奧爾格-米夏埃爾（1897年—1965年），拿騷王朝最後一位男性成員
3. 奧爾加·艾達（1898年—1983年）